# 639 Latona
A 639 Latona egy a Naprendszer kisbolygói közül, amit K. Lohnert fedezett fel 1907. július 19-én.